# Draconarius calcariformis
Draconarius calcariformis är en spindelart som först beskrevs av Wang 1994.  Draconarius calcariformis ingår i släktet Draconarius och familjen mörkerspindlar. Inga underarter finns listade i Catalogue of Life.